# 戴炎輝
戴炎輝（1908年11月28日—1992年7月3日），日治台灣阿緱廳阿緱街（今屏東縣屏東市）人，日治時代皇民化運動時期曾改用日本姓名田井輝雄。近代著名法律學者，法律史學家，曾任司法院院長、司法院大法官。他所命名且整理的淡新檔案，為目前最完整的清朝縣級行政檔案。

## 生平
祖父戴連宗（1859-1937）本籍福建泉州，於清光緒年間遷台，為阿猴當地仕紳、地主。父親戴鳳倚（1888-1959）為家中么男，育有三男，長子早夭，次子即為戴炎輝:240。
1908年出生於日治台灣阿緱廳港西中里阿猴街（今屏東縣屏東市），父祖皆曾任保正，為當地望族。幼時在父親栽培下，進入私塾讀了許多年間的漢文，使得他國學素養深厚。自高雄州立高雄中學校（今高雄中學）畢業，保送臺灣總督府臺北高等學校，後赴日東京帝國大學（今東京大學）攻讀法律，師從日本法制史泰斗中田薫。畢業後成家，並參加日本高等文官司法科考試，高分通過筆試後，於口試時因種族因素遭刁難，因而落榜。經中田薫教授以書面方式進行抗議後，於翌年（1935）順利通過，旋即返台於今高雄市擔任執業律師。日本戰敗後，短暫擔任高雄縣潮州郡守，但與其志趣不合。數月後轉任高雄地方法院法官，隔年自薦進入國立臺灣大學法學院擔任副教授。
民國四十四年(1955)，台大法學院開設法律研究所，諸教授建議開設「唐律」，憲法權威林紀東請戴炎輝主講授課。後蒙同事洪遜欣教授告知，將研究著作整理成《唐律總論》送至東京大學，由日本法制史專家仁井田陞教授召開審查會，決議授予戴炎輝東京大學法學博士之學位。此後也出版了《唐律通論》、《唐律各論》，奠定戴氏在法律學上的地位。
於台大法學院任教的戴炎輝，以十數年的時間，將台灣淡水廳（掌管北台灣），台北府，新竹縣三衙門的資料加以編纂，並將其資料命名淡新檔案。他除了將檔案命名為“淡新檔案”外，也將該之文件分為行政、民事與刑事三門；每門項下再分類、款、案等。經整理後，該檔案已成為世界有名的傳統中國縣級檔案。
民國六十五年（1976）創立的中國法制史協會，其理事長即由戴式出任直到民國七十九年（1990）。後因其法律學的素養與成就，1977年4月至1979年7月，擔任司法院長，為第一位擔任司法院長的台灣人。卸任院長後，戴炎輝仍與其次子戴東雄共同發表相關法律著作。另外，他也曾擔任總統府資政，直至1992年去世為止。

## 著作
- 《唐律通論》
- 《清代臺灣之鄉治》
- 《中國法制史》

## 家族
- 妻子張緞為首任屏東縣縣長張山鐘長女，前台北市長、內政部長張豐緒為戴炎輝小舅子。
- 育有五男二女。
  - 長子戴東生曾任臺北銀行（今臺北富邦銀行）副總經理。
  - 次子戴東雄曾任國立臺灣大學法律系教授、系主任、法學院院長，為臺灣知名民法學者，1994年至2003年亦為司法院大法官。
  - 三子戴東原係日本國立新潟大學醫學博士，為新陳代謝疾病權威，曾任國立臺灣大學醫學院教授兼臺大醫院院長。
  - 四子戴怡德則是美國北卡州立大學化工博士，現任國立臺灣大學化學工程系教授。
  - 五子戴怡安則是美國紐約州立大學資訊碩士。
  - 另兩女戴壽美、戴喜美。

## 外部連結
- 國立臺灣大學日式宿舍－戴炎輝寓所－文化部文化資產局 （页面存档备份，存于）